# كاثرين فليمنيغ
كاثرين فليمنيغ (بالألمانية: Catherine Flemming)‏ هي ممثلة ألمانية (وحملت سابقاً جنسية ألمانيا الشرقية)، ولدت في 2 فبراير 1967 في برلين في ألمانيا.

## وصلات خارجية
- الموقع الرسمي
- كاثرين فليمنيغ على موقع IMDb (الإنجليزية)
- كاثرين فليمنيغ على موقع ألو سيني (الفرنسية)
- كاثرين فليمنيغ على موقع ميوزك برينز (الإنجليزية)
- كاثرين فليمنيغ على موقع أول موفي (الإنجليزية)
- كاثرين فليمنيغ على موقع قاعدة بيانات الأفلام السويدية (السويدية)
- كاثرين فليمنيغ على موقع ديسكوغز (الإنجليزية)
- كاثرين فليمنيغ على موقع قاعدة بيانات الفيلم (الإنجليزية)
- كاثرين فليمنيغ على موقع كينوبويسك (الروسية)